# جوزيه كلايتون
جوزيه كلايتون مينيزيس ريبيرو (بالإنجليزية: José Cláyton Menezes Ribeiro)‏ (مواليد 21 مارس 1974 في ساو لويز) لاعب كرة قدم تونسي دولي يجيد اللعب في خط الدفاع كظهير أيسر.

## روابط خارجية
- جوزيه كلايتون على موقع الاتحاد الدولي (مؤرشف)  (الإنجليزية)
- جوزيه كلايتون على موقع اتحاد تركيا (لاعب) (الإنجليزية)
- جوزيه كلايتون على موقع قاعدة بيانات كرة القدم.إي يو (الإنجليزية)
- جوزيه كلايتون على موقع ناشيونال فوتبول تيمز (الإنجليزية)
- جوزيه كلايتون على موقع Soccerway.com (الإنجليزية)
- جوزيه كلايتون على موقع عالم كرة القدم.نت (الإنجليزية)
- جوزيه كلايتون على موقع أوليمبيديا (الإنجليزية)